# Kolostoneura novaezealandiae
Kolostoneura novaezealandiae är en sjögurkeart som först beskrevs av Arthur Dendy och Hindle 1907.  Kolostoneura novaezealandiae ingår i släktet Kolostoneura och familjen Chiridotidae. Inga underarter finns listade i Catalogue of Life.